# Reakcja ksantoproteinowa

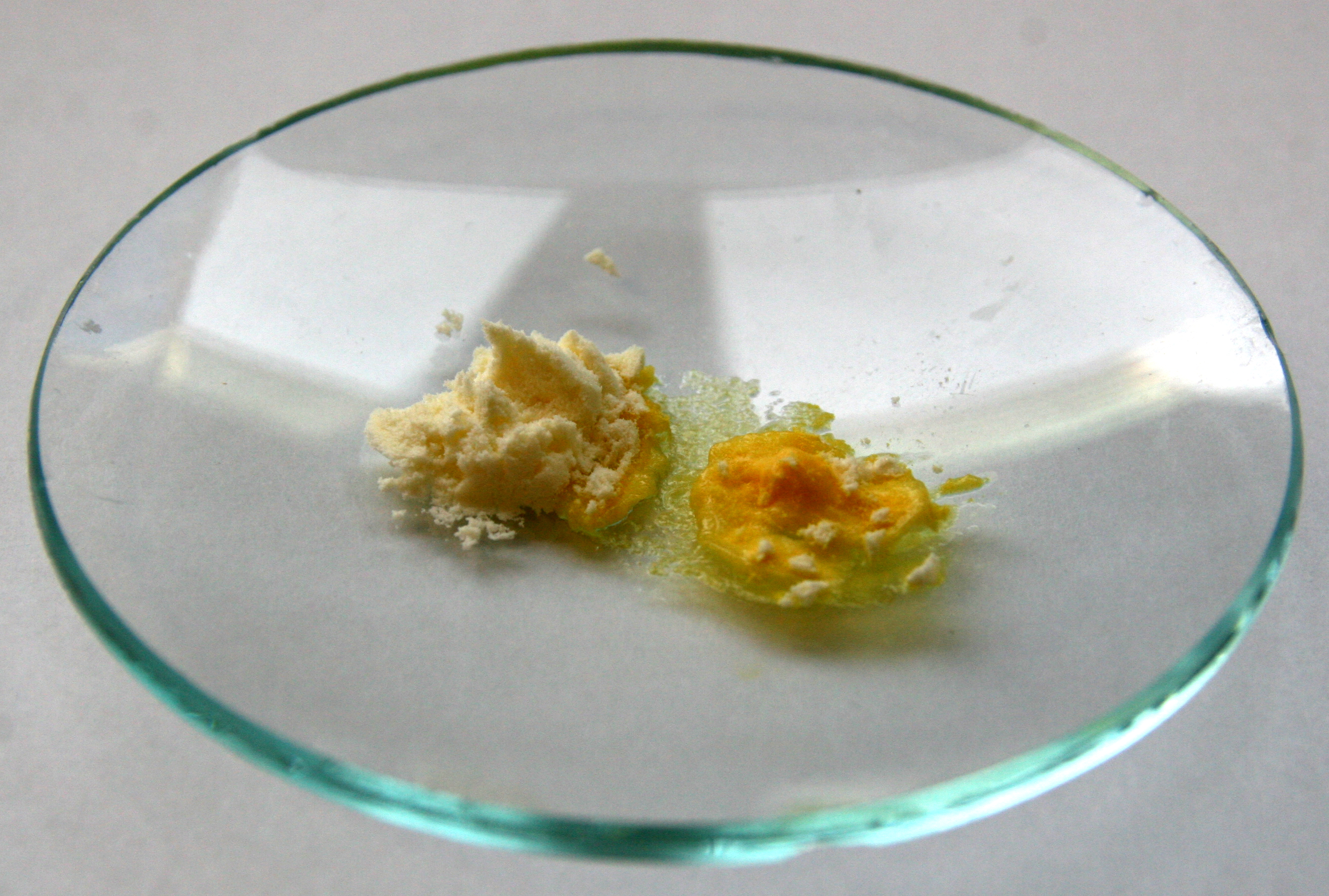
Efekt reakcji ksantoproteinowej

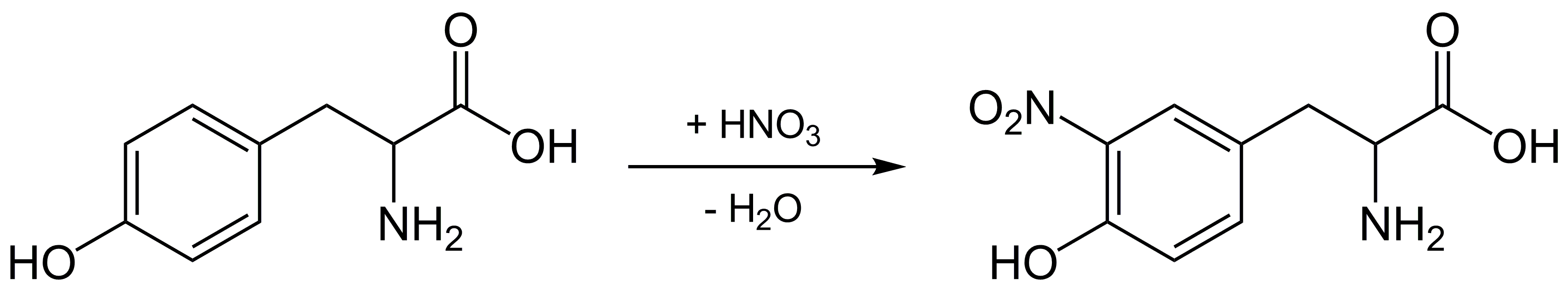
Schemat reakcji nitrowania na przykładzie tyrozyny

Reakcja ksantoproteinowa, próba ksantoproteinowa (gr. ksanthós – żółty) – reakcja charakterystyczna białek zawierających aminokwasy z pierścieniami aromatycznymi (tryptofan, tyrozyna, fenyloalanina) ze stężonym kwasem azotowym. W wyniku znitrowania aromatycznych ugrupowań powstaje trwałe, żółte zabarwienie. Białka lub peptydy, w których składzie nie ma ww. aminokwasów dają wynik negatywny, natomiast obecność związków aromatycznych może prowadzić do wyniku fałszywie pozytywnego.
Reakcję przeprowadza się dodając niewielką ilość stężonego kwasu azotowego do badanej próbki, w postaci ciała stałego lub roztworu. Następnie mieszaninę ogrzewa się przez 2–3 min. W przypadku pozytywnego wyniku próbka staje się cytrynowożółta. Potraktowanie takiej próbki wodą amoniakalną powoduje zmianę barwy z żółtej na pomarańczową.